# 第96回全國高等學校野球選手權大會
第96回全國高等學校野球選手權大會是日本全國高等學校棒球錦標賽的第96屆賽事，於2014年8月11日至8月25日期間在阪神甲子園球場舉行。
本屆的標語為。

## 各地方代表學校
| 地方預賽 | 賽事期間 | 賽事期間 | 賽事期間 | 參賽 隊伍數 | 代表學校                     | 代表出場次數   | 備註                              | 本屆賽事成績   | 本屆賽事成績   | 本屆賽事成績   | 本屆賽事成績   | 本屆賽事成績 | 本屆賽事成績 |
| 地方預賽 | 賽事期間 | 賽事期間 | 賽事期間 | 參賽 隊伍數 | 代表學校                     | 代表出場次數   | 備註                              | 一回戰         | 二回戰         | 三回戰         | 八強賽         | 準決賽       | 決賽         |
| -------- | -------- | -------- | -------- | ----------- | ---------------------------- | -------------- | --------------------------------- | -------------- | -------------- | -------------- | -------------- | ------------ | ------------ |
| 北北海道 | 6月24日  | ～       | 7月24日  | 103         | 武修館高等學校               | 初次出賽       |                                   | —              | ⚫八戶學院光星 | —              | —              | —            | —            |
| 南北海道 | 6月21日  | ～       | 7月23日  | 122         | 東海大學附屬第四高等學校     | 相隔21年第5次  |                                   | ⚪九州國際大付 | ⚫山形中央     | —              | —              | —            | —            |
| 青森     | 7月11日  | ～       | 7月24日  | 68          | 八戶學院光星高等學校         | 相隔2年第7次   |                                   | —              | ⚪武修館       | ⚪星稜         | ⚫敦賀氣比     | —            | —            |
| 岩手     | 7月12日  | ～       | 7月24日  | 71          | 盛岡大學附屬高等學校         | 相隔2年第8次   |                                   | —              | ⚪東海大相模   | ⚫敦賀氣比     | —              | —            | —            |
| 秋田     | 7月12日  | ～       | 7月23日  | 50          | 秋田縣立角館高等學校         | 初次出賽       |                                   | —              | ⚫八頭         | —              | —              | —            | —            |
| 山形     | 7月11日  | ～       | 7月24日  | 49          | 山形縣立山形中央高等學校     | 相隔4年第2次   |                                   | ⚪小松         | ⚪東海大四     | ⚫健大高崎     | —              | —            | —            |
| 宮城     | 7月5日   | ～       | 7月21日  | 74          | 宮城縣利府高等學校           | 初次出賽       |                                   | ⚪佐賀北       | ⚫健大高崎     | —              | —              | —            | —            |
| 福島     | 7月10日  | ～       | 7月26日  | 81          | 聖光學院高等學校             | 連續8年第11次  |                                   | ⚪神戶國際大付 | ⚪佐久長聖     | ⚪近江         | ⚫日本文理     | —            | —            |
| 茨城     | 7月5日   | ～       | 7月25日  | 100         | 茨城縣立藤代高等學校         | 相隔3年第3次   |                                   | ⚫大垣日大     | —              | —              | —              | —            | —            |
| 栃木     | 7月12日  | ～       | 7月27日  | 62          | 作新學院高等學校             | 連續4年第10次  |                                   | —              | ⚫沖繩尚學     | —              | —              | —            | —            |
| 群馬     | 7月12日  | ～       | 7月27日  | 67          | 高崎健康福祉大學高崎高等學校 | 相隔3年第2次   |                                   | ⚪岩國         | ⚪利府         | ⚪山形中央     | ⚫大阪桐蔭     | —            | —            |
| 埼玉     | 7月9日   | ～       | 7月27日  | 156         | 春日部共榮高等學校           | 相隔9年第5次   |                                   | ⚪龍谷大平安   | ⚫敦賀氣比     | —              | —              | —            | —            |
| 千葉     | 7月11日  | ～       | 7月26日  | 170         | 東海大學附屬市原望洋高等學校 | 初次出賽       |                                   | —              | ⚫城北         | —              | —              | —            | —            |
| 東東京   | 7月5日   | ～       | 7月29日  | 137         | 二松學舍大學附屬高等學校     | 初次出賽       |                                   | —              | ⚪海星         | ⚫沖繩尚學     | —              | —            | —            |
| 西東京   | 7月5日   | ～       | 7月28日  | 128         | 日本大學鶴丘高等學校         | 相隔6年第3次   |                                   | ⚫富山商       | —              | —              | —              | —            | —            |
| 神奈川   | 7月12日  | ～       | 7月30日  | 190         | 東海大學附屬相模高等學校     | 相隔4年第9次   |                                   | —              | ⚫盛岡大付     | —              | —              | —            | —            |
| 山梨     | 7月8日   | ～       | 7月21日  | 37          | 東海大學附屬甲府高等學校     | 相隔2年第12次  |                                   | ⚫佐久長聖     | —              | —              | —              | —            | —            |
| 靜岡     | 7月12日  | ～       | 7月30日  | 113         | 靜岡縣立靜岡高等學校         | 相隔3年第23次  |                                   | ⚫星稜         | —              | —              | —              | —            | —            |
| 愛知     | 7月12日  | ～       | 7月31日  | 189         | 東邦高等學校                 | 相隔6年第16次  |                                   | ⚪日南學園     | ⚫日本文理     | —              | —              | —            | —            |
| 岐阜     | 7月5日   | ～       | 7月26日  | 67          | 大垣日本大學高等學校         | 連續2年第3次   |                                   | ⚪藤代         | ⚫三重         | —              | —              | —            | —            |
| 三重     | 7月11日  | ～       | 7月28日  | 62          | 三重高等學校                 | 連續2年第12次  |                                   | ⚪廣陵         | ⚪大垣日大     | ⚪城北         | ⚪沖繩尚學     | ⚪日本文理   | ⚫大阪桐蔭   |
| 新潟     | 7月10日  | ～       | 7月27日  | 88          | 日本文理高等學校             | 連續2年第8次   | 明治神宮大會準優勝                | ⚪大分         | ⚪東邦         | ⚪富山商       | ⚪聖光學院     | ⚫三重       | —            |
| 長野     | 7月12日  | ～       | 7月27日  | 87          | 佐久長聖高等學校             | 相隔2年第6次   |                                   | ⚪東海大甲府   | ⚫聖光學院     | —              | —              | —            | —            |
| 富山     | 7月10日  | ～       | 7月26日  | 48          | 富山縣立富山商業高等學校     | 相隔10年第16次 |                                   | ⚪日大鶴丘     | ⚪關西         | ⚫日本文理     | —              | —            | —            |
| 石川     | 7月12日  | ～       | 7月27日  | 49          | 星稜高等學校                 | 連續2年第17次  |                                   | ⚪靜岡         | ⚪鹿屋中央     | ⚫八戶學院光星 | —              | —            | —            |
| 福井     | 7月19日  | ～       | 7月29日  | 30          | 敦賀氣比高等學校             | 相隔5年第6次   |                                   | ⚪坂出商       | ⚪春日部共榮   | ⚪盛岡大付     | ⚪八戶學院光星 | ⚫大阪桐蔭   | —            |
| 滋賀     | 7月12日  | ～       | 7月28日  | 52          | 近江高等學校                 | 相隔6年第11次  |                                   | —              | ⚪鳴門         | ⚫聖光學院     | —              | —            | —            |
| 京都     | 7月12日  | ～       | 7月26日  | 78          | 龍谷大學附屬平安高等學校     | 相隔2年第33次  | 春季甲子園優勝                    | ⚫春日部共榮   | —              | —              | —              | —            | —            |
| 大阪     | 7月12日  | ～       | 7月30日  | 180         | 大阪桐蔭高等學校             | 連續3年第8次   |                                   | ⚪開星         | ⚪明德義塾     | ⚪八頭         | ⚪健大高崎     | ⚪敦賀氣比   | ⚪三重       |
| 兵庫     | 7月5日   | ～       | 7月27日  | 162         | 神戶國際大學附屬高等學校     | 初次出賽       |                                   | ⚫聖光學院     | —              | —              | —              | —            | —            |
| 奈良     | 7月12日  | ～       | 7月28日  | 42          | 智辯學園高等學校             | 相隔3年第17次  |                                   | ⚫明德義塾     | —              | —              | —              | —            | —            |
| 和歌山   | 7月11日  | ～       | 7月26日  | 39          | 和歌山市立和歌山高等學校     | 相隔10年第4次  |                                   | ⚫鹿屋中央     | —              | —              | —              | —            | —            |
| 岡山     | 7月14日  | ～       | 7月27日  | 59          | 關西高等學校                 | 相隔3年第9次   |                                   | —              | ⚫富山商       | —              | —              | —            | —            |
| 廣島     | 7月11日  | ～       | 7月27日  | 93          | 廣陵高等學校                 | 相隔4年第21次  |                                   | ⚫三重         | —              | —              | —              | —            | —            |
| 鳥取     | 7月12日  | ～       | 7月27日  | 24          | 鳥取縣立八頭高等學校         | 相隔4年第8次   |                                   | —              | ⚪角館         | ⚫大阪桐蔭     | —              | —            | —            |
| 島根     | 7月15日  | ～       | 7月26日  | 39          | 開星高等學校                 | 相隔3年第9次   |                                   | ⚫大阪桐蔭     | —              | —              | —              | —            | —            |
| 山口     | 7月12日  | ～       | 7月28日  | 58          | 山口縣立岩國高等學校         | 相隔7年第5次   |                                   | ⚫健大高崎     | —              | —              | —              | —            | —            |
| 香川     | 7月11日  | ～       | 7月27日  | 40          | 香川縣立坂出商業高等學校     | 相隔20年第8次  |                                   | ⚫敦賀氣比     | —              | —              | —              | —            | —            |
| 德島     | 7月12日  | ～       | 7月28日  | 31          | 德島縣立鳴門高等學校         | 連續3年第9次   | 上屆夏季甲子園八強                | —              | ⚫近江         | —              | —              | —            | —            |
| 愛媛     | 7月14日  | ～       | 7月29日  | 59          | 愛媛縣立小松高等學校         | 初次出賽       |                                   | ⚫山形中央     | —              | —              | —              | —            | —            |
| 高知     | 7月19日  | ～       | 7月28日  | 31          | 明德義塾高等學校             | 連續5年第16次  | 上屆夏季甲子園四強 春季甲子園八強 | ⚪智辯學園     | ⚫大阪桐蔭     | —              | —              | —            | —            |
| 福岡     | 7月5日   | ～       | 7月28日  | 135         | 九州國際大學附屬高等學校     | 相隔3年第5次   |                                   | ⚫東海大四     | —              | —              | —              | —            | —            |
| 佐賀     | 7月5日   | ～       | 7月23日  | 41          | 佐賀縣立佐賀北高等學校       | 相隔2年第4次   |                                   | ⚫利府         | —              | —              | —              | —            | —            |
| 長崎     | 7月11日  | ～       | 7月30日  | 57          | 海星高等學校                 | 相隔3年第17次  |                                   | —              | ⚫二松學舎大付 | —              | —              | —            | —            |
| 熊本     | 7月5日   | ～       | 7月25日  | 65          | 城北高等學校                 | 相隔6年第4次   |                                   | —              | ⚪東海大望洋   | ⚫三重         | —              | —            | —            |
| 大分     | 7月5日   | ～       | 7月24日  | 47          | 大分高等學校                 | 初次出賽       |                                   | ⚫日本文理     | —              | —              | —              | —            | —            |
| 宮崎     | 7月5日   | ～       | 7月23日  | 49          | 日南學園高等學校             | 相隔3年第7次   |                                   | ⚫東邦         | —              | —              | —              | —            | —            |
| 鹿兒島   | 7月5日   | ～       | 7月24日  | 77          | 鹿屋中央高等學校             | 初次出賽       |                                   | ⚪市和歌山     | ⚫星稜         | —              | —              | —            | —            |
| 沖繩     | 6月21日  | ～       | 7月20日  | 61          | 沖繩尚學高等學校             | 連續2年第7次   | 明治神宮大會優勝 春季甲子園八強   | —              | ⚪作新學院     | ⚪二松學舎大付 | ⚫三重         | —            | —            |

## 賽事抽籤規則
各隊於大會開始前先抽出各自的第一場賽事，包括屬於一回戰的17場賽事，以及屬於二回戰的前7場賽事及第8場賽事的其中一隊；各場比賽結束後，由獲勝隊伍於賽後直接抽選下一場賽事，為了讓各隊伍在賽事期間可以有最長的休息時間，列有以下場次抽選規則：
- 第1日一回戰的三場勝隊，可抽選第7日二回戰的最後兩場賽事。
- 第2、3日一回戰的勝隊，可抽選第8日二回戰的賽事。
- 第4、5日一回戰的勝隊，可抽選第9日二回戰的賽事。
- 為了避免第9日二回戰的隊伍要直接在第10日參加三回戰，因此該日三隻二回戰獲勝隊伍只會抽選第11日三回戰的賽事。
- 為了讓第12日八強賽的隊伍可以有最長的休息時間，第10日三回戰獲勝的隊伍只會抽選第12日的前兩場賽事，第11日三回戰獲勝的隊伍只會抽選第12日的後兩場賽事。

## 賽事結果

### 一回戰
| 比賽日期          | 場次  | 勝利方     | 比分    | 敗戰方       | 備註       | 賽事進行時間 | 勝利校的下一場賽事       |
| ----------------- | ----- | ---------- | ------- | ------------ | ---------- | ------------ | ------------------------ |
| 8月11日 （第1日） | 第1場 | 春日部共榮 | 5 - 1   | 龍谷大平安   |            | 2小時5分     | 春日部共榮：第7日・第4場 |
| 8月11日 （第1日） | 第2場 | 敦賀氣比   | 16 - 0  | 坂出商       |            | 1小時52分    | 敦賀氣比：第7日・第4場   |
| 8月11日 （第1日） | 第3場 | 富山商     | 2 - 0   | 日大鶴丘     |            | 1小時41分    | 富山商：第7日・第3場     |
| 8月12日 （第2日） | 第1場 | 東邦       | 11 - 3  | 日南學園     |            | 2小時3分     | 東邦：第8日・第2場       |
| 8月12日 （第2日） | 第2場 | 星稜       | 5 - 4   | 静岡         |            | 2小時9分     | 星稜：第8日・第3場       |
| 8月12日 （第2日） | 第3場 | 日本文理   | 5 - 2   | 大分         |            | 1小時47分    | 日本文理：第8日・第2場   |
| 8月12日 （第2日） | 第4場 | 大垣日大   | 12 - 10 | 藤代         |            | 2小時17分    | 大垣日大：第8日・第1場   |
| 8月13日 （第3日） | 第1場 | 健大高崎   | 5 - 3   | 岩國         |            | 2小時12分    | 健大高崎：第8日・第4場   |
| 8月13日 （第3日） | 第2場 | 鹿屋中央   | 2x - 1  | 市和歌山     | 延長至12局 | 2小時13分    | 鹿屋中央：第8日・第3場   |
| 8月13日 （第3日） | 第3場 | 利府       | 4 - 2   | 佐賀北       |            | 2小時11分    | 利府：第8日・第4場       |
| 8月13日 （第3日） | 第4場 | 三重       | 5x - 4  | 廣陵         | 延長至11局 | 2小時58分    | 三重：第8日・第1場       |
| 8月14日 （第4日） | 第1場 | 佐久長聖   | 3 - 1   | 東海大甲府   |            | 1小時58分    | 佐久長聖：第9日・第2場   |
| 8月14日 （第4日） | 第2場 | 東海大四   | 6 - 1   | 九州國際大付 |            | 2小時10分    | 東海大四：第9日・第1場   |
| 8月14日 （第4日） | 第3場 | 聖光學院   | 2 - 1   | 神戶國際大付 |            | 2小時2分     | 聖光學院：第9日・第2場   |
| 8月14日 （第4日） | 第4場 | 山形中央   | 9 - 8   | 小松         |            | 2小時46分    | 山形中央：第9日・第1場   |
| 8月15日 （第5日） | 第1場 | 明德義塾   | 10 - 4  | 智弁学園     |            | 2小時17分    | 明德義塾：第9日・第3場   |
| 8月15日 （第5日） | 第2場 | 大阪桐蔭   | 7 - 6   | 開星         |            | 2小時20分    | 大阪桐蔭：第9日・第3場   |

### 二回戰
| 比賽日期          | 場次  | 勝利方       | 比分   | 敗戰方     | 備註       | 賽事進行時間 | 勝利校的下一場賽事          |
| ----------------- | ----- | ------------ | ------ | ---------- | ---------- | ------------ | --------------------------- |
| 8月15日           | 第3場 | 二松學舎大付 | 7 - 5  | 海星       |            | 2小時2分     | 二松學舎大付：第10日・第2場 |
| 8月16日 （第6日） | 第1場 | 近江         | 8 - 0  | 鳴門       |            | 2小時        | 近江：第11日・第3場         |
| 8月16日 （第6日） | 第2場 | 城北         | 5 - 3  | 東海大望洋 |            | 2小時7分     | 城北：第10日・第3場         |
| 8月16日 （第6日） | 第3場 | 盛岡大付     | 4 - 3  | 東海大相模 |            | 1小時52分    | 盛岡大付：第10日・第4場     |
| 8月16日 （第6日） | 第4場 | 八頭         | 6 - 1  | 角館       |            | 2小時        | 八頭：第11日・第2場         |
| 8月17日 （第7日） | 第1場 | 沖繩尚學     | 3 - 1  | 作新学院   |            | 2小時8分     | 沖繩尚學：第10日・第2場     |
| 8月17日 （第7日） | 第2場 | 八戶學院光星 | 4 - 2  | 武修館     |            | 1小時45分    | 八戶學院光星：第10日・第1場 |
| 8月17日 （第7日） | 第3場 | 富山商       | 3 - 1  | 関西       |            | 1小時50分    | 富山商：第11日・第1場       |
| 8月17日 （第7日） | 第4場 | 敦賀氣比     | 10 - 1 | 春日部共榮 |            | 2小時        | 敦賀氣比：第10日・第4場     |
| 8月18日 （第8日） | 第1場 | 三重         | 4 - 2  | 大垣日大   |            | 1小時48分    | 三重：第10日・第3場         |
| 8月18日 （第8日） | 第2場 | 日本文理     | 3 - 2  | 東邦       |            | 1小時54分    | 日本文理：第11日・第1場     |
| 8月18日 （第8日） | 第3場 | 星稜         | 4 - 1  | 鹿屋中央   |            | 1小時52分    | 星稜：第10日・第1場         |
| 8月18日 （第8日） | 第4場 | 健大高崎     | 10 - 0 | 利府       |            | 1小時59分    | 健大高崎：第11日・第4場     |
| 8月19日 （第9日） | 第1場 | 山形中央     | 2 - 0  | 東海大四   | 延長至10局 | 2小時        | 山形中央：第11日・第4場     |
| 8月19日 （第9日） | 第2場 | 聖光學院     | 4 - 2  | 佐久長聖   |            | 1小時46分    | 聖光學院：第11日・第3場     |
| 8月19日 （第9日） | 第3場 | 大阪桐蔭     | 5 - 3  | 明德義塾   |            | 2小時7分     | 大阪桐蔭：第11日・第2場     |

### 三回戰
| 比賽日期           | 場次  | 勝利方       | 比分   | 敗戰方       | 備註       | 賽事進行時間 | 勝利校的下一場賽事          |
| ------------------ | ----- | ------------ | ------ | ------------ | ---------- | ------------ | --------------------------- |
| 8月20日 （第10日） | 第1場 | 八戶學院光星 | 5 - 1  | 星稜         | 延長至10局 | 2小時13分    | 八戶學院光星：八強賽・第2場 |
| 8月20日 （第10日） | 第2場 | 沖繩尚學     | 6x - 5 | 二松學舎大付 |            | 2小時33分    | 沖繩尚學：八強賽・第1場     |
| 8月20日 （第10日） | 第3場 | 三重         | 7 - 5  | 城北         |            | 1小時51分    | 三重：八強賽・第1場         |
| 8月20日 （第10日） | 第4場 | 敦賀氣比     | 16 - 1 | 盛岡大付     |            | 2小時19分    | 敦賀氣比：八強賽・第2場     |
| 8月21日 （第11日） | 第1場 | 日本文理     | 6x - 5 | 富山商       |            | 2小時8分     | 日本文理：八強賽・第4場     |
| 8月21日 （第11日） | 第2場 | 大阪桐蔭     | 10 - 0 | 八頭         |            | 2小時5分     | 大阪桐蔭：八強賽・第3場     |
| 8月21日 （第11日） | 第3場 | 聖光學院     | 2x - 1 | 近江         |            | 1小時56分    | 聖光學院：八強賽・第4場     |
| 8月21日 （第11日） | 第4場 | 健大高崎     | 8 - 3  | 山形中央     |            | 2小時5分     | 健大高崎：八強賽・第3場     |

### 八強賽
| 比賽日期           | 場次  | 勝利方   | 比分  | 敗戰方       | 備註 | 賽事進行時間 | 勝利校的下一場賽事      |
| ------------------ | ----- | -------- | ----- | ------------ | ---- | ------------ | ----------------------- |
| 8月22日 （第12日） | 第1場 | 三重     | 9 - 3 | 沖繩尚學     |      | 2小時20分    | 三重：準決賽・第1場     |
| 8月22日 （第12日） | 第2場 | 敦賀氣比 | 7 - 2 | 八戶學院光星 |      | 1小時48分    | 敦賀氣比：準決賽・第2場 |
| 8月22日 （第12日） | 第3場 | 大阪桐蔭 | 5 - 2 | 健大高崎     |      | 1小時53分    | 大阪桐蔭：準決賽・第2場 |
| 8月22日 （第12日） | 第4場 | 日本文理 | 5 - 1 | 聖光學院     |      | 2小時10分    | 日本文理：準決賽・第1場 |

### 準決賽
| 比賽日期           | 場次  | 勝利方   | 比分   | 敗戰方   | 備註 | 賽事進行時間 |
| ------------------ | ----- | -------- | ------ | -------- | ---- | ------------ |
| 8月24日 （第13日） | 第1場 | 三重     | 5 - 0  | 日本文理 |      | 1小時32分    |
| 8月24日 （第13日） | 第2場 | 大阪桐蔭 | 15 - 9 | 敦賀氣比 |      | 2小時24分    |

### 決賽
8月25日（第14日）決賽對戰紀錄
| 三重 | 0 | 2 | 0 | 0 | 1 | 0 | 0 | 0 | 0 | 3 | 11 | 0 |
| 大阪桐蔭 | 0 | 1 | 1 | 0 | 0 | 0 | 2 | 0 | X | 4 | 8  | 1 |
| 先發投手： 三：今井重太朗（3年級）→森龍之助（3年級）→瀨戶上晶（3年級） 大：福島孝輔（3年級） 註解： 比賽時間：1小時41分 |   |   |   |   |   |   |   |   |   |   |    |   |

## 大會全壘打
| 一回戰 - 第01號：峯健太郎 （敦賀氣比） - 第02號：篠原涼 （敦賀氣比） - 第03號：溝口慶周 （東邦） - 第04號：新井充 （日本文理） - 第05號：星兼太 （日本文理） - 第06號：古谷勇斗 （藤代） - 第07號：濱渡遼 （藤代） - 第08號：野崎文志 （大垣日大） - 第09號：吉川雄大 （廣陵） - 第10號：竹内廣成 （佐久長聖） - 第11號：田中秀政 （明德義塾） - 第12號：廣岡大志 （智弁學園） | 二回戰 - 第13號：秦匠太朗 （二松學舎大付） - 第14號：遠藤真 （盛岡大付） - 第15號：朝山廣憲 （作新學院） - 第16號：西平大樹 （沖繩尚學） - 第17號：岡田耕太 （敦賀氣比） - 第18號：香月一也 （大阪桐蔭） - 第19號：安田孝之 （明德義塾） - 第20號：岸潤一郎 （明德義塾） | 三回戰 - 第21號：深江大晟 （八戶學院光星） - 第22號：遠藤真 （盛岡大付） - 第23號：浅井洸耶 （敦賀氣比） - 第24號：新井充 （日本文理） - 第25號：青木陸 （山形中央） | 八強赛 - 第26號：安里健 （沖繩尚學） - 第27號：西岡武藏 （三重） - 第28號：内田蓮 （三重） - 第29號：峯健太郎 （敦賀氣比） - 第30號：中村誠 （大阪桐蔭） 準決赛 - 第31號：山井達也 （三重） - 第32號：御簗翔 （敦賀氣比） - 第33號：中村誠 （大阪桐蔭） - 第34號：峯本匠 （大阪桐蔭） - 第35號：御簗翔 （敦賀氣比） - 第36號：森晋之介 （大阪桐蔭） 決賽 無 |

## 外部連結
- 第96回全國高等學校野球選手權紀念大會 （页面存档备份，存于）  - 日本高等學校野球聯盟 （日語）
- 朝日新聞デジタル：高校野球 （页面存档备份，存于） - 朝日新聞 （日語）